# Capirona
Capirona é um género botânico pertencente à família Rubiaceae.